# Walenty Wisz

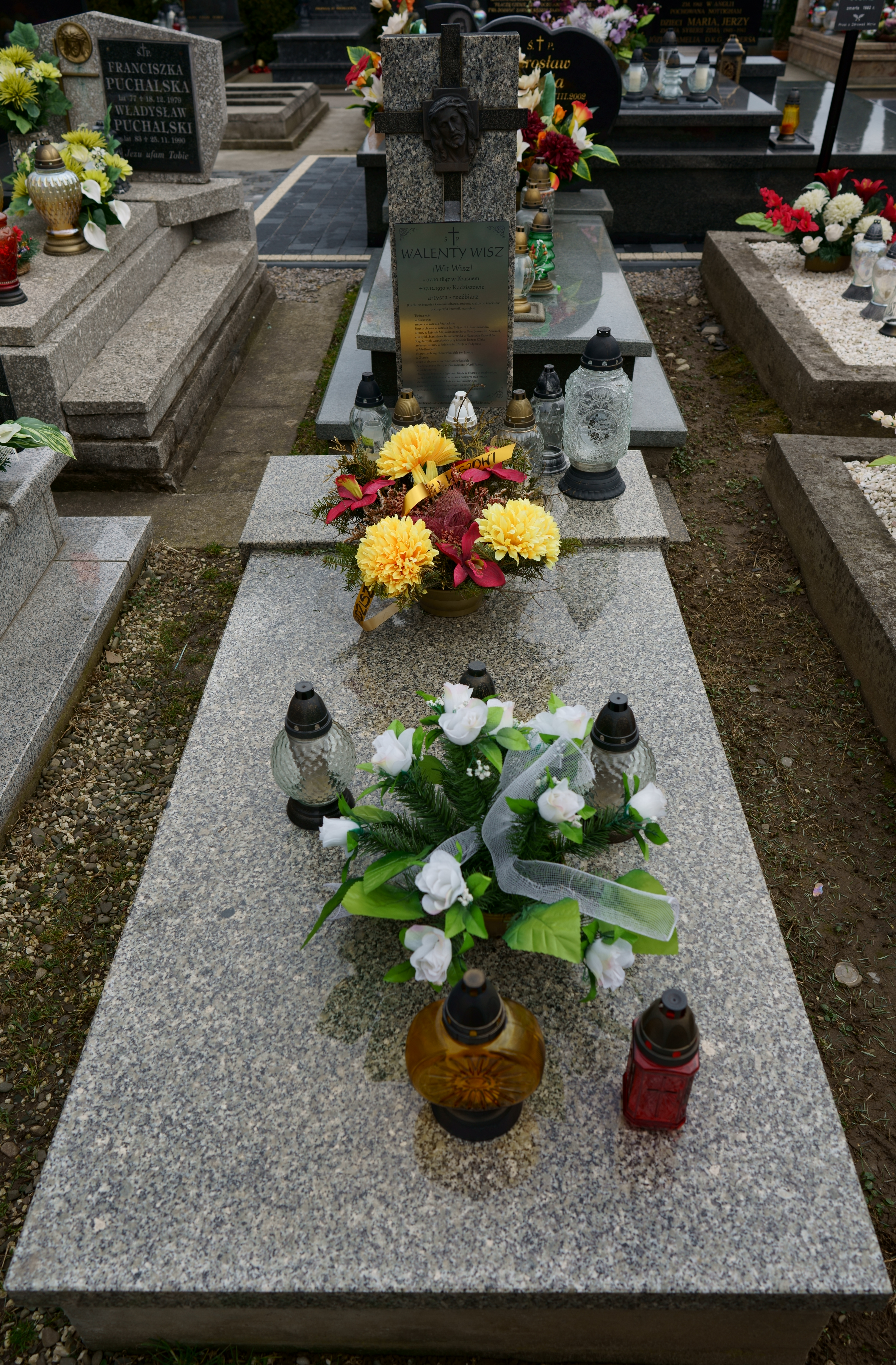
Nagrobek Walentego Wisza w Radziszowie

Walenty Wisz (ur. 7 października 1847 w Krasnem, zm. 27 grudnia 1930 w Krakowie) – polski snycerz, rzeźbiarz. Zajmował się rzeźbieniem ołtarzy, ambon oraz postaci, dekoracji w ołtarzach, ambonach, pomników nagrobnych, a także pracował przy konserwacji dzieł innych autorów. Swoje prace sygnował skrótem Wit Wisz lub W.Wisz. Na ołtarzu głównym w kościele św. Jakuba w Myślenicach wyryty jest napis: Naśladownictwo zastrzega sobie autor tych ołtarzy W.W. Sam siebie określał jako artysta-snycerz .

## Życiorys
Urodził się 7 października 1847 r. w Krasnem, był synem Wojciecha i Zofii z domu Mazur. Z domu rodzinnego wyjechał do Żytna w guberni piotrkowskiej, a następnie wrócił do Galicji. Pracował i mieszkał w Myślenicach, Krakowie, Podgórzu, Mogilanach, aż osiadł w Radziszowie, gdzie założył rodzinę. 25 grudnia 1883 r. ożenił się z mieszkanką Radziszowa, Małgorzatą Góralik. Wiszowie mieli trzech synów – Stanisława, Marcina i Bolesława. Zmarł 27 grudnia 1930 r. i został pochowany na cmentarzu parafialnym w Radziszowie . Stowarzyszenie „Nasz Radziszów” przyczyniło się do odnowienia jego grobu i ufundowało tablicę upamiętniającą artystę i jego dzieła .

## Twórczość
Wykonywał rzeźby w drewnie i kamieniu głównie do obiektów sakralnych. Materiały, które stosował, to przede wszystkim miękkie drewno – lipa lub miękki kamień – piaskowiec. Najczęściej projektował swoje prace według życzeń zleceniodawców, dostosowując ich styl do wystroju i architektury obiektu. Jego dzieła wykonywane były w stylu neogotyckim, neorenesansowym i neoklasycystycznym, eklektycznym z elementami neobarokowymi. Wszystkie jego dzieła cechuje dekoracyjna, stylizowana ornamentyka, bogata kolorystycznie polichromia oraz złocenia. Tworzył też prace monochromatyczne. Prace jego są przemyślane pod względem treści (symbolika, atrybuty) i precyzyjnie wykonane. Figury świętych przez niego wyrzeźbione występują w formie figur statycznych, ustawionych w lekkim kontrapoście, ubranych w płynnie drapowane szaty. Dostojne twarze z cechami klasycystycznymi często są podobne do konkretnych ludzi mu współczesnych. Wit Wisz nie miał własnej pracowni, nie miał stałych uczniów. Współpracował z innymi snycerzami i stolarzami .
Stowarzyszenie „Nasz Radziszów” urządziło w dworze Dzieduszyckich w Radziszowie stałą wystawę Wit Wisz, Radziszowianin z wyboru. Wystawa została przygotowana przez Małgorzatę Niechaj – kustosza Muzeum Historycznego Miasta Krakowa i jej męża Józefa .

## Wybrane dzieła
| Data            | Miejscowość | Lokalizacja                                                                   | Grafika                                          | Opis |
| --------------- | ----------- | ----------------------------------------------------------------------------- | ------------------------------------------------ | --- |
| 1879–1882, 1912 | Radziszów   | Kościół św. Wawrzyńca w Radziszowie                                           |                                                  | Rzeźby i dekoracje w odnawianym (po pożarze) ołtarzu głównym. W 1912 r. wykonał ołtarz w nawie północnej z rzeźbami: Matki Bożej Różańcowej z Dzieciątkiem na ręku, św. Katarzyny Sieneńskiej i św. Dominika. Ozdobił także dekoracjami snycerskimi chór muzyczny.                       |
| 1884            | Żytno       | Kościół Niepokalanego Poczęcia Najświętszej Maryi Panny w Żytnie              | Ołtarz główny.                                   | Eklektyczny trzypoziomowy ołtarz główny wykonany przez Henryka Olszewskiego. W środkowej kondygnacji figury św. Wojciecha i św Stanisława. Na cokołach widnieje sygnatura W. Wisz. |
| 1886            | Myślenice   | Kościół św. Jakuba w Myślenicach                                              |                                                  | Eklektyczny, dwukondygnacyjny ołtarz główny. Ołtarz boczny (lewy) św Floriana, prawy św. Michała Archanioła. Eklektyczna ambona z 1895 r. fundacji Henryki Gumińskiej. Chór muzyczny z figurami 12 świętych na parapecie, wykonane z Wojciechem Samkiem.                                 |
| 1891            | Myślenice   | Cmentarz parafialny na Stradomiu                                              | Nagrobek na cmentarzu parafialnym w Myślenicach. | Płaskorzeźba anioła tulącego dziecko na grobie Eugenii Klakurkowej zm. w 1890 r. i jej córeczki Maniulki zm. w 1891 roku . |
| 1895, 1910      | Kraków      | Kościół św. Józefa w Krakowie (Podgórze)                                      |                                                  | Nastawa ołtarza Zwiastowania Najświętszej Marii Panny obecnie (2019) w prezbiterium. Ołtarze boczne: św. Antoniego, Matki Bożej Nieustającej Pomocy oraz Matki Bożej Częstochowskiej. Neogotycka ambona z 1910 r. wykonana z artystami: Maksymilianem Krzykiem i Janem Józefem Góreckim. |
| 1898            | Kraków      | Kościół archiprezbiterialny Wniebowzięcia Najświętszej Marii Panny w Krakowie |                                                  | Neogotycka ambona z 1898 roku . Sygnatura Walentego Wisza. |
| 1899            | Kraków      | Kościół Najświętszego Serca Pana Jezusa w Krakowie (ul. Garncarska)           |                                                  | Dwa boczne ołtarze: Matki Bożej Nieustającej Pomocy i św. Franciszka z Asyżu o jednakowej kompozycji z przewagą elementów neorenasansowych. |
| 1901            | Kraków      | Bazylika Bożego Ciała w Krakowie                                              |                                                  | Posąg błogosławionego Stanisława Sołtysa zwanego Kazimierczykiem w korytarzu na terenie klasztoru. |
| 1902            | Kraków      | Kościół archiprezbiterialny Wniebowzięcia Najświętszej Marii Panny w Krakowie | Tablica pamiatkowa.                              | Epitafium na zewnątrz kościoła poświęcone Władysławowi Łuszczkiewiczowi z medalionem wykonanym przez Alojzego Bunscha. Na palecie malarskiej po lewej stronie widoczna sygnatura Wita Wisza .                                                                                            |
| 1912–1915       | Mogilany    | Cmentarz parafialny                                                           |                                                  | Trzy pomniki nagrobne: Wawrzyńca Syrka z figurą Chrystusa Miłosiernego na cokole, Anny Syrkowej z figura św. Anny (brak foto) oraz Tadeusza Ożoga z figura św Tadeusza Judy na cokole.                                                                                                   |
| 1886            | Radziszów   | Cmentarz parafialny                                                           |                                                  | Pomnik grobowy rodziny Pająków w kształcie kapliczki słupowej z figurą Chrystusa Zmartwychwstałego na cokole. W niszach artysta wyrzeźbił Matkę Bożą z dzieciątkiem, św. Andrzeja i św. Józefa.                                                                                          |
| 1885            | Kraków      | Kościół Świętej Trójcy w Krakowie (ul. Stolarska)                             |                                                  | Rzeźby: Archanioła Michała, Matki Bożej i proroków (Izajasza i Ezechiela) w ołtarzu głównym, oraz mały ołtarz w zakrystii. |

Za źródłem .